# Gustav Höchsmann
Gustav Höchsmann (* 4. August 1907; † 10. Oktober 1992) war ein deutscher Jurist.

## Werdegang
Höchsmann war nach dem Studium der Rechts- und Staatswissenschaften an der Deutschen Universität in Prag 1938 als Sachgebietsleiter und Vorsteher bei verschiedenen Finanzämtern und als Referent bei der Frankfurter Oberfinanzdirektion tätig. Von 1958 an leitete er die Personalabteilung des hessischen Finanzministeriums, bis er im Januar 1963 zum Präsidenten des Hessischen Rechnungshofes ernannt wurde. In dieser Funktion war er auch Präsident des Landesschuldenausschusses.
Einer breiten Öffentlichkeit wurde Gustav Höchsmann am 28. Februar 1972 durch ein Rechtsgutachten bekannt, in der er der Frau von Landwirtschaftsminister Werner Best (SPD) bescheinigte, beim Erwerb eines Anteils an einem landwirtschaftlichen Grundstück nicht gegen das materielle Recht verstoßen zu haben. Ilse Best hatte mit Sondergenehmigung des Ministeriums die grundsätzlich nur Landwirten vorbehaltene Acker- und Wiesenfläche erworben. Die oppositionelle CDU Hessen sah ein Gefälligkeitsgutachten, Best blieb jedoch im Amt, bevor er im Folgejahr nach einem Giftmüllskandal zurücktrat.
1972 trat er in den Ruhestand. Sein Nachfolger als Rechnungshofspräsident war Bodo Helmholz (FDP), vorher Stadtrat in Frankfurt am Main. Im Rahmen der Bildung der Sozialliberalen Koalition hatten die Sozialdemokraten die Präsidentenämter bei der Oberfinanzdirektion und der Hessischen Landesbank eigenen Parteifreunden zukommen lassen und der FDP im Gegenzug die Leitung des Rechnungshofes versprochen.

## Ehrungen
- 1972: Großes Verdienstkreuz der Bundesrepublik Deutschland[5]